# Hide from the sun - Mexican tour edition
Hide from the sun - Mexican tour edition es una versión del álbum Hide From The Sun de la banda de Rock Finlandesa The Rasmus editada especialmente para México en agradecimiento por el amplio seguimiento de la banda en este país.
El álbum consta de las canciones del original, más cinco canciones grabadas en vivo en la Ciudad de México En El Auditorio Nacional el 6 de abril de 2006 a las 20:30 PM que se describen a continuación:

## Lista de canciones
1. Shot
2. Night After Night (Out Of The Shadows)
3. No Fear
4. Lucifer's Angel
5. Last Generation
6. Dead Promises
7. Immortal
8. Sail Away
9. Keep Your Heart Broken
10. Heart Of Misery
11. Don't Let Go
12. Dancer In The Dark
13. Keep Your Heart Broken (Live at Mexico City)
14. Heart of Misery (Live at Mexico City)
15. Sail Away (Live at Mexico City)
16. No Fear (Live at México City)
17. In The Shadows (Live at México City)

- Datos: Q5897078